# Anik de Ribaupierre
Pour les articles homonymes, voir Ribaupierre et Ribeaupierre.
Anik de Ribaupierre, née le 9 mai 1946 à Lausanne et morte le 28 août 2024, est une psychologue suisse spécialiste en psychologie développementale et différentielle.
Elle est professeure honoraire de psychologie à l'université de Genève et vice-rectrice de l'université de 2006 à 2011. Elle contribue à l'étude des différences individuelles dans le développement cognitif de l'enfant puis elle élargit son champ à l'étude du Lifespan (Cycles de vie), de l'enfant à la personne âgée.

## Biographie
Anik de Ribaupierre obtient, après sa scolarité accomplie dans le Canton de Vaud, une licence en 1968 en psychologie génétique à l'université de Genève. De 1968 à 1970, elle se spécialise en psychologie appliquée à l'éducation et en psychologie clinique toujours à l'université de Genève. De 1968 à 1970, elle est psychologue scolaire. De 1969 à 1971, elle est collaboratrice de Bärbel Inhelder et Elsa Schmid-Kitsikis, et travaille sur des épreuves piagétiennes expérimentales dans le domaine de la psycho-pathologie infantile. Dès 1971, elle travaille à l’Université de Toronto (Ontario Institute for Studies in Education) et à York University en collaboration avec Juan Pascual-Leone. En 1975, elle obtient son doctorat en psychologie expérimentale de l'Université de Toronto sur le thème  « Mental space and formal operations. » .
En 1993, elle est nommée professeure ordinaire à la faculté de psychologie et des sciences de l'éducation de l'université de Genève. De 1999 à 2006 elle devient la doyenne de la faculté de psychologie et science de l'éducation. Elle a également été la directrice du Centre Interfacultaire de Gérontologie (CIG) de l’Université de Genève de 2003 à juillet 2007.
De retour à l’Université de Genève en 1975, elle y occupe diverses charges d’enseignement et de recherche. Elle est nommée professeure ordinaire à la faculté de psychologie et des sciences de l'éducation de l'université de Genève dès 1993, professeure invitée à l’Université de Fribourg de 1991-1993, et Guest scientist au Max-Planck Institut for Human Development and Education à Berlin. Elle occupe également diverses charges institutionnelles, dont celle de Doyenne de la faculté de psychologie et science de l'éducation, de 1999 à 2006, puis celle de vice-rectrice de l’Université de Genève de 2006 à 2011. Après une crise de l'université de Genève survenue en 2006, Anik de Ribaupierre fait en effet partie des professeurs appelés par intérim pour constituer la nouvelle équipe du rectorat avec entre autres Jean-Louis Carpentier. En 2007, après une nouvelle nomination du recteur de l'université de Genève, Anik de Ribaupierre est nommée à nouveau vice-rectrice de l'université de Genève pour un mandat de quatre ans. Elle dirige également le Centre Interfacultaire de Gérontologie (CIGEV) de l’Université de Genève de 2003 à 2007. Elle est membre du Comité de Coordination du Network for Longitudinal studies on individual development, European Science Foundation (1985-91), de l’Advisory Board (Beirat) du Max Planck Institute for Human Development à Berlin, de comités de la League of European Research Universities (LERU), notamment du Steering Group de la Community of Social Sciences and Humanities (2013-17) et du Research and Policy Committee (2006-2011). Elle a aussi appartenu à plusieurs conseils de fondation, dont le Prix Marcel-Benoist, (2009-2019), l’Institut Universitaire Kurt Boesch (2011-2014) et celui du NCCR LIVES (dès 2011). Elle fait partie de nombreuses sociétés scientifiques. Membre de l’Academia Europaea (dès 1997), elle reçoit en 2016 le Prix « distinguished lifetime career award » de la Society for the Study of Human Development.
Durant sa carrière universitaire, elle dirige de nombreux travaux de recherche d’étudiants (licence, maîtrise, doctorat), et obtient plus d’une vingtaine de subsides de recherche, essentiellement du Fonds national suisse de la recherche scientifique. Durant la première partie de sa carrière universitaire, considérée comme néo-piagétienne, elle travaille sur le développement cognitif de l’enfant et l’adolescent, notamment en collaboration avec Laurence Rieben et Jacques Lautrey. Elle élargit ensuite son champ de recherches à l’étude du Lifespan, de l’enfant à l’adulte âgé. Elle lance durant une vingtaine d’années, une série de projets de recherche à large spectre, portant sur le fonctionnement cognitif (mémoire de travail, vitesse de traitement, inhibition cognitive, fonctions exécutives) au travers de la vie. Elle contribue également à une vision interdisciplinaire, collaborant tant avec des chercheurs des sciences sociales qu’avec des neurologues et des médecins, contribuant ainsi à l’essor des neurosciences genevoises. Elle s’intéresse particulièrement aux différences inter-individuelles et à la variabilité intra-individuelle. Elle conduit une étude longitudinale dans laquelle des personnes âgées de plus de 60 ans sont suivies régulièrement au moyen d’un même ensemble d’épreuves cognitives expérimentales, afin d’identifier les changements avec l’âge. Les résultats de quatre vagues d’évaluation démontrent l’importance de la variabilité individuelle. Plusieurs thèses recourant à la neuroimagerie sont aussi réalisées sous sa direction, dont la plus récente s’intéresse aux effets d’un entraînement cognitif de la mémoire de travail sur la réorganisation cérébrale chez la personne âgée[réf. nécessaire].   
Anik de Ribaupierre était régulièrement invitée en tant qu'experte dans divers débats publics qui concernent un de ses sujets de recherche, les différences cognitives chez la personne âgée. Elle a été, de 2018 à 2024, présidente de Uni3 Université des seniors - Genève.